# Dyskografia Maty
Dyskografia Maty – dyskografia polskiego rapera Maty. Lista obejmuje 3 albumy studyjne, 3 minialbumy oraz 32 single jako główny artysta oraz 15 jako artysta gościnny.
W październiku 2018 wydał album koncepcyjny Fumar Mata, który następnie w kwietniu 2019 wydał również w formie minialbumu. 18 stycznia 2020 wydał debiutancki album studyjny 100 dni do matury, który uzyskał status diamentowej płyty. W styczniu 2021 roku wydał swój drugi minialbum 100 dni po maturze. 1 października 2021 roku wydał swój drugi album studyjny Młody Matczak, który uzyskał status diamentowej płyty. 8 września 2023 roku wydał swój trzeci album studyjny Serce. 29 grudnia 2023 roku wydał swój trzeci minialbum 2038:WARSZAWA.

## Albumy studyjne
| Rok  | Dane dot. albumu                                                                                                 | Najwyższe pozycje na listach | Najwyższe pozycje na listach | Certyfikat                 | Sprzedaż   |
| Rok  | Dane dot. albumu                                                                                                 | POL                          | POL (Streaming)              | Certyfikat                 | Sprzedaż   |
| ---- | --- | ---------------------------- | ---------------------------- | -------------------------- | ---------- |
| 2020 | 100 dni do matury - Data: 18 stycznia 2020 - Wydawca: SBM Label - Format: CD, winyl, digital download, streaming | 1                            | 3                            | - POL: diamentowa płyta    | - 150 000+ |
| 2021 | Młody Matczak - Data: 1 października 2021 - Wydawca: SBM Label - Format: CD, winyl, digital download, streaming  | 1                            | 8                            | - POL: 2x diamentowa płyta | - 300 000+ |
| 2023 | <33 - Data: 8 września 2023 - Wydawca: SBM Label - Format: CD, winyl, digital download, streaming                | 1                            | 1                            | - POL: złota płyta         | - 15 000+  |

## Minialbumy
| Rok  | Dane dot. albumu                                                                                   |
| ---- | -------------------------------------------------------------------------------------------------- |
| 2019 | Fumar Mata - Data: 7 kwietnia 2019 - Wydawca: HHNS Label - Format: CD, digital download, streaming |
| 2021 | 100 dni po maturze - Data: 1 października 2021 - Wydawca: SBM Label - Format: CD                   |
| 2023 | 2038: Warszawa - Data: 29 grudnia 2023 - Wydawca: Muzyka - Format: digital download                |

## Single

### Jako główny artysta
| Rok | Tytuł                                                                               | Pozycja na liście | Pozycja na liście | Pozycja na liście      | Pozycja na liście | Certyfikat                  | Album                     |
| Rok | Tytuł                                                                               | POL Airplay       | POL Streaming     | Billboard Poland Songs | WW Excl. US       | Certyfikat                  | Album                     |
| --- | ----------------------------------------------------------------------------------- | ----------------- | ----------------- | ---------------------- | ----------------- | --------------------------- | ------------------------- |
| 2019 | „Brum brum”                                                                         | –                 | *                 | *                      | *                 | - ZPAV: złota płyta         | Maffija jest na zawsze    |
| 2019 | „Biblioteka trap”                                                                   | –                 | *                 | *                      | *                 | - ZPAV: 2× platynowa płyta  | 100 dni do matury         |
| 2019 | „Prawy do lewego”                                                                   | –                 | *                 | *                      | *                 | - ZPAV: platynowa płyta     | 100 dni do matury         |
| 2019 | „Schodki”                                                                           | –                 | *                 | *                      | *                 | - ZPAV: diamentowa płyta    | 100 dni do matury         |
| 2019 | „Mata Montana”                                                                      | –                 | *                 | *                      | *                 | - ZPAV: 2× platynowa płyta  | 100 dni do matury         |
| 2019 | „Patointeligencja”                                                                  | –                 | *                 | *                      | *                 | - ZPAV: diamentowa płyta    | 100 dni do matury         |
| 2020 | „100 dni do matury”                                                                 | –                 | *                 | *                      | –                 | - ZPAV: 3× platynowa płyta  | 100 dni do matury         |
| 2021 | „Patoreakcja”                                                                       | –                 | *                 | *                      | –                 | - ZPAV: diamentowa płyta    | Młody Matczak             |
| 2021 | „Kiss cam (podryw roku)”                                                            | 37                | 72                | *                      | 198               | - ZPAV: 2× diamentowa płyta | Młody Matczak             |
| 2021 | „La la la (oh oh)” (gośc. White 2115)                                               | –                 | *                 | *                      | –                 | - ZPAV: 3× platynowa płyta  | Młody Matczak             |
| 2021 | „Skute Bobo” (jako Skute Bobo)                                                      | –                 | *                 | *                      | –                 | - ZPAV: 2× platynowa płyta  | Młody Matczak             |
| 2021 | „Papuga” (gośc. Quebonafide, Malik Montana)                                         | –                 | *                 | *                      | –                 | - ZPAV: diamentowa płyta    | Młody Matczak             |
| 2021 | „Szmata”                                                                            | –                 | 97                | *                      | –                 | - ZPAV: 4× platynowa płyta  | Młody Matczak             |
| 2021 | „Szafir”                                                                            | 28                | 84                | 8                      | –                 | - ZPAV: diamentowa płyta    | Młody Matczak             |
| 2021 | „MC”                                                                                | –                 | *                 | *                      | –                 | - ZPAV: platynowa płyta     | singel niealbumowy        |
| 2022 | „#Fundacja420” „Wyspa nadziei” / „Cicho” / „KC” (jako Young Bobo oraz Young Leosia) | –                 | *                 |                        | –                 |                             | singel niealbumowy        |
| 2022 | „Patoprohibicja (28.01.2022)”                                                       | –                 | *                 | 1                      | –                 | - ZPAV: 2× platynowa płyta  | singel niealbumowy        |
| 2022 | „Jestem poj384ny”                                                                   | –                 | 48                | 1                      | –                 | - ZPAV: 2× platynowa płyta  | singel niealbumowy        |
| 2022 | „</3”                                                                               | –                 | 30                | 1                      | –                 | - ZPAV: platynowa płyta     | singel niealbumowy        |
| 2022 | „:(”                                                                                | –                 | 90                | 3                      | –                 | - ZPAV: złota płyta         | singel niealbumowy        |
| 2023 | „Młody Paderewski”                                                                  | –                 | 2                 | 2                      | –                 | - ZPAV: platynowa płyta     | singel niealbumowy        |
| 2023 | „2 izoteki”                                                                         | –                 | 3                 | 3                      | –                 | - ZPAV: platynowa płyta     | singel niealbumowy        |
| 2023 | „M”                                                                                 | –                 | 70                | –                      | –                 |                             | Serce                     |
| 2023 | „Kryształowa kula”                                                                  | –                 | 52                | –                      | –                 |                             | Serce                     |
| 2023 | „Płyta nie siada”                                                                   | –                 | 30                | –                      | –                 |                             | Serce                     |
| 2023 | „Jesteś poj384na”                                                                   | –                 | 17                | 16                     | –                 |                             | Serce                     |
| 2023 | „Giewont”                                                                           | –                 | 7                 | 7                      | –                 |                             | singel niealbumowy        |
| 2024 | „Ca$h Ready” (gośc. Tommy Cash, Jeleel)                                             | –                 | 24                | 22                     | –                 |                             | Cold Boy Winter Mixtape 2 |
| 2024 | „1 na 100” (oraz White 2115)                                                        |                   | 1                 | 1                      |                   | - ZPAV: platynowa płyta     | ROCKST4R                  |
| 2024 | „Lloret de Mar”                                                                     | 30                | 1                 | 1                      | –                 | - ZPAV: 2× platynowa płyta  | FC 25 Soundtrack          |
| 2024 | „Heavy” (jako Polak GBP)                                                            | –                 | 44                | –                      | –                 |                             | singel niealbumowy        |
| 2025 | „up! up! up!”                                                                       | –                 | 1                 | 1                      | –                 |                             | #Mata2040                 |
| 2025 | „To tylko wiosna” (gościnnie: Maryla Rodowicz)                                      | –                 | 2                 | 3                      | –                 |                             | #Mata2040                 |
| „–” oznacza pozycje, które nie zostały wydane w danym kraju lub nie trafiły na listę przebojów. „*” oznacza, że lista przebojów nie istniała w tym czasie. |                                                                                     |                   |                   |                        |                   |                             |                           |

### Jako członek SB Maffija
| Rok  | Tytuł                                                                            | Certyfikat                 | Album           |
| ---- | -------------------------------------------------------------------------------- | -------------------------- | --------------- |
| 2020 | „Hotel Maffija” (jako członek SB Maffija)                                        | - ZPAV: 2× platynowa płyta | Hotel Maffija   |
| 2020 | „A nie pamiętasz jak?” (jako członek SB Maffija)                                 | - ZPAV: 4× platynowa płyta | Hotel Maffija   |
| 2020 | „Biorę się w garść” (jako członek SB Maffija)                                    | - ZPAV: złota płyta        | Hotel Maffija   |
| 2022 | „Parapetówa” (jako Skute Bobo)                                                   | - ZPAV: 2× platynowa płyta | Hotel Maffija 2 |
| 2022 | „Łyk i buch” (jako Skute Bobo; gośc. Gombao 33)                                  | - ZPAV: 2× platynowa płyta | Hotel Maffija 2 |
| 2023 | „3 w nocy w Międzyzdrojach” (jako członek SB Maffija; gośc. WoLa, slowez, Mario) | - ZPAV: platynowa płyta    | Hotel Maffija 3 |
| 2023 | „Klasyczny trap” (jako członek SB Maffija)                                       | - ZPAV: złota płyta        | Hotel Maffija 3 |
| 2023 | „Pieniądze i sława” (jako członek SB Maffija; gośc. Sobel)                       | - ZPAV: złota płyta        | Hotel Maffija 3 |

### Jako artysta gościnny
| Rok | Tytuł                                                      | Pozycja na liście | Pozycja na liście   | Certyfikat                 | Album                       |
| Rok | Tytuł                                                      | POL Streaming     | Billboard POL Songs | Certyfikat                 | Album                       |
| --- | ---------------------------------------------------------- | ----------------- | ------------------- | -------------------------- | --------------------------- |
| 2019 | „Zobaczymy” (Solar; gośc. Mata, Kacperczyk, Jan-Rapowanie) | *                 | *                   | - ZPAV: platynowa płyta    | Pokój zero                  |
| 2020 | „Pdw” (Białas; gośc. Mata, Deemz)                          | *                 | *                   | - ZPAV: 2× platynowa płyta | ME                          |
| 2020 | „Aromatyczne przyprawy” (Żabson; gośc. Mata)               | *                 | *                   | - ZPAV: platynowa płyta    | Ziomalski Mixtape           |
| 2020 | „Oh oh (lalala)” (White 2115; gośc. Mata)                  | *                 | *                   | - ZPAV: 2× platynowa płyta | Rockstar: Do zachodu słońca |
| 2022 | „Biernik (kogo? co?)” (DJ Decks; gośc. Mata, WoLa)         | 35                | –                   | - ZPAV: złota płyta        | Mixtape 8                   |
| 2023 | „Owoce 33” (Fukaj; gośc. Mata)                             | 7                 | 7                   | - ZPAV: złota płyta        | Preludium                   |
| 2023 | „Inny świat” (Dobry Dzieciak; gośc. Mata)                  | 39                | –                   | - ZPAV: złota płyta        | Uwolnić Bonusa              |
| 2023 | „Blicky” (Beteo; gośc. Mata)                               | 29                | –                   | - ZPAV: złota płyta        | Free Shooter                |
| 2024 | „Falochrony” (Roxie Węgiel; gośc. Mata)                    | 2                 | 2                   | - ZPAV: platynowa płyta    | singel niealbumowy          |
| „–” oznacza pozycje, które nie zostały wydane w danym kraju lub nie trafiły na listę przebojów. „*” oznacza, że lista przebojów nie istniała w tym czasie. |                                                            |                   |                     |                            |                             |

### Inne certyfikowane utwory
| Rok  | Tytuł                                     | Certyfikat                 | Album                         |
| ---- | ----------------------------------------- | -------------------------- | ----------------------------- |
| 2020 | „Homo ludens”                             | - ZPAV: złota płyta        | 100 dni do matury             |
| 2020 | „Nero”                                    | - ZPAV: złota płyta        | 100 dni do matury             |
| 2020 | „Piszę to na matmie”                      | - ZPAV: platynowa płyta    | 100 dni do matury             |
| 2020 | „Wino Sangrita (s01e01)”                  | - ZPAV: złota płyta        | 100 dni do matury             |
| 2020 | „Żółte flamastry i grube katechetki”      | - ZPAV: 3× platynowa płyta | 100 dni do matury             |
| 2020 | „Gombao 33” (gośc. Wyguś, Szczepan, Adam) | - ZPAV: 4× platynowa płyta | 100 dni do matury             |
| 2020 | „Lezore”                                  | - ZPAV: złota płyta        | 100 dni do matury             |
| 2020 | „Tango” (oraz DJ Flip)                    | - ZPAV: platynowa płyta    | 100 dni do matury             |
| 2020 | „Co ty na to?” (jako członek SB Maffija)  | - ZPAV: złota płyta        | Maffija jest na zawsze        |
| 2020 | „Drift” (Białas; gośc. Mata)              | - ZPAV: platynowa płyta    | H8                            |
| 2020 | „Aspartam” (Quebonafide; gośc. Mata)      | - ZPAV: 2× platynowa płyta | Romantic Psycho               |
| 2020 | „Hot16Challenge2”                         | - ZPAV: złota płyta        | #Hot16Challenge2              |
| 2020 | „Nobocotel” (jako członek SB Maffija)     | - ZPAV: złota płyta        | Hotel Maffija (edycja deluxe) |
| 2021 | „Ikea (intro)”                            | - ZPAV: złota płyta        | Młody Matczak                 |
| 2021 | „Blok” (gośc. Gombao 33)                  | - ZPAV: 2× platynowa płyta | Młody Matczak                 |
| 2021 | „Młody bachor (outro)” (gośc. Gombao 33)  | - ZPAV: platynowa płyta    | Młody Matczak                 |
| 2021 | „2001”                                    | - ZPAV: platynowa płyta    | Młody Matczak                 |
| 2021 | „Faka”                                    | - ZPAV: platynowa płyta    | Młody Matczak                 |
| 2021 | „15,2 (Freestyle)”                        | - ZPAV: złota płyta        | Młody Matczak                 |
| 2021 | „67-410”                                  | - ZPAV: złota płyta        | Młody Matczak                 |
| 2021 | „Nasza klasa ale to DRILL” (gośc. Popek)  | - ZPAV: platynowa płyta    | Młody Matczak                 |
| 2021 | „Kurtz” (gośc. Taco Hemingway)            | - ZPAV: platynowa płyta    | Młody Matczak                 |